# Герб Мариямполе
Герб Мариямполе является одним из геральдических атрибутов Мариямпольского самоуправления и города Мариямполе.

## Описание

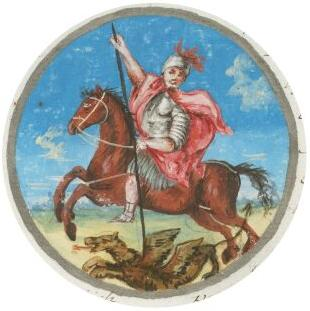
Исторический герб города Мариямполе

В золотом поле изображён святой Георгий: на коричневом (гнедом) коне сидит серебряный всадник и серебряным копьём колет под копытами коня ползущего чёрного дракона. Плащ всадника, перья шлема, седло и язык дракона червлёные, сбруя и ремни коня чёрные, удила серебряные.
Автор эталона Раймондас Микнявичюс, создавший герб по описанию из Литовской метрики.

## История

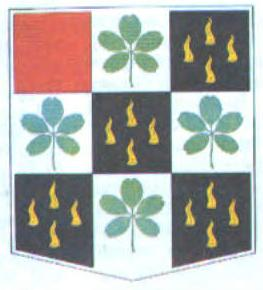
Герб Капсукаса (Мариямполе) времён ЛССР

Исторический герб города Мариямполе был получен городом вместе с правами города 22 февраля 1792 году. В 1876 году составлен проект герба города Мариямполе (по мотивам старого польского герба): «В червлёном щите рыцарь в золотых латах, поражающий золотым копьем серебряного дракона с чёрными глазами, языком, крыльями и хвостом». Щит венчала стенчатая корона, окружали золотые колосья, соединённые Александровской лентой. В 1922-1940 г. использовался неутверждённый герб с изменёнными цветами и стороной. Автор практического эталона Бронюс Шаляморас.  
В советские годы город назывался Капсукас и имел другой герб: «Гербовый щит дважды рассечён и дважды пересечён. Первая часть красного цвета. Во второй, четвёртой, шестой и восьмой частях в серебряном поле пятилистник клевера натурального цвета. В третьей, пятой, седьмой и девятой частях золотые искры в чёрном поле. Красный квадрат символизирует живые революционные традиции. Жёлтые искры на черном фоне означают бывшее тяжелое прошлое города, идеи лучшего будущего, борьбу с буржуазными, религиозными идеями. Пятилистник клевера — символ стремления к счастью». 
18 декабря 1997 года герб был утверждён указом Президента Литовской Республики № 1480. 